# Zeidal
Zeidal (ar: زيدل / ALA-LC: Zaidal o Zaydal) es una localidad ubicada en Siria cerca de su límite con Líbano, que actualmente, debido al desarrollo urbano, forma parte de los suburbios de la ciudad de Homs. Se encuentra 2,6 km al norte de Feiruzy y limita al oeste con algunos barrios de Homs, como Karm al-Zaitun, al-Sabil y al-Zahra. La población de Zeidal es, según la Oficina Central de Estadísticas, de 5.710 personas (2004), y casi la totalidad de sus habitantes profesa el cristianismo.